# The Wild Bunch
The Wild Bunch (en España, Grupo salvaje; en Hispanoamérica, La pandilla salvaje) es una película épica estadounidense de 1969 del género western crepuscular dirigida por Sam Peckinpah y con William Holden, Ernest Borgnine, Robert Ryan, Edmond O'Brien, Warren Oates, Ben Johnson, Jaime Sánchez, Bo Hopkins, Alfonso Arau y Emilio Fernández en los papeles principales. La trama gira alrededor de una envejecida banda de forajidos en la frontera entre México y Estados Unidos que intenta adaptarse al cambiante mundo moderno de 1913. La película fue controvertida por su violencia gráfica y su representación de hombres rudos que intentan sobrevivir por cualquier medio disponible.
El guion fue coescrito por Peckinpah, Walon Green y Roy N. Sickner. The Wild Bunch se filmó en Technicolor y Panavision, en México, sobre todo en la Hacienda Ciénaga del Carmen, en lo profundo del desierto entre Torreón y Saltillo, Coahuila, y en el Río Nazas.
La película destaca por su intrincado montaje de múltiples ángulos y cortes rápidos con imágenes normales y a cámara lenta, una técnica cinematográfica revolucionaria en 1969. El guion de Green, Peckinpah y Sickner fue nominado al Óscar al mejor guion original, y la música de Jerry Fielding fue nominada al Óscar a mejor banda sonora original. Además, Peckinpah fue nominado al premio al mejor director por el Sindicato de Directores de Estados Unidos, y el director de fotografía Lucien Ballard ganó el premio de la Sociedad Nacional de Críticos de Cine a la mejor fotografía.
En 1999, la Biblioteca del Congreso de Estados Unidos seleccionó a The Wild Bunch para su conservación en el Registro Cinematográfico Nacional de Estados Unidos por su "importancia cultural, histórica y estética". La película se situó en el puesto 79 de las 100 mejores películas estadounidenses del American Film Institute (AFI) y en el 69 de las más emocionantes. En 2008, el AFI elaboró una lista de las 10 mejores películas en 10 géneros y clasificó a The Wild Bunch  como el sexto mejor wéstern. Está, además, en puesto 14 de las 100 mejores películas de acción de todos los tiempos según la revista GQ.

## Sinopsis
Nueve soldados se acercan cabalgando a una ciudad. Pasan delante de unos niños que torturan a un escorpión dándoselo de comer a las hormigas. Un predicador amenaza con el infierno a los borrachos. Pronto sus fieles inician un desfile cantando por las calles. Los soldados desmontan y entran en las oficinas del ferrocarril del sur de Texas. Son en realidad atracadores, y el gran golpe que esperaban dar se convierte en una trampa, ya que un grupo de cazarrecompensas apostados en las azoteas de los edificios los está esperando para acabar con ellos. Así comienza la encarnizada huida de esta banda, que les llevará hasta México en guerra entre el ejército federal y los hombres de Pancho Villa, nuevamente de vuelta a los Estados Unidos para robar un tren repleto de armas para el ejército que desea derrocar al líder revolucionario, y una vez más al sur, donde encontrarán un trágico y violento destino cuando, por una vez, el honor y la palabra dada valgan más que el pillaje y la avaricia.

## Argumento
En el Texas de 1913, Pike Bishop (William Holden), el líder de una banda de forajidos bastante veteranos, vestidos de soldados, busca retirarse tras un último golpe: el robo de una oficina del ferrocarril que contiene un alijo de plata. La banda sufre una emboscada por parte del antiguo socio de Pike, Deke Thornton (Robert Ryan), que lidera un grupo de cazarrecompensas contratados por el ferrocarril. Un sangriento tiroteo acaba con más de la mitad de la banda. Pike aprovecha un fortuito desfile del movimiento por la templanza para proteger su huida, y muchos ciudadanos mueren en el fuego cruzado.
Pike escapa junto con Dutch Engstrom (Ernest Borgnine), los hermanos Lyle (Warren Oates) y Tector Gorch (Ben Johnson) y Ángel (Jaime Sánchez), los únicos supervivientes. Quedan consternados cuando el botín del robo resulta ser falso: arandelas de acero en lugar de monedas de plata. Los hombres se reúnen con su antiguo socio Freddie Sykes (Edmond O'Brien) y se dirigen a México.
Los hombres de Pike cruzan el Río Bravo y se refugian esa noche en el pueblo natal de Ángel. Los habitantes del pueblo están gobernados por el general Mapache (Emilio Fernández), un oficial corrupto y brutal del ejército federal mexicano, que ha estado asolando los pueblos de la zona para alimentar a sus tropas, que han estado perdiendo ante las fuerzas del revolucionario Pancho Villa. La banda de Pike se pone en contacto con el general.
Cuando un celoso Ángel ve a Teresa (Sonia Amelio), su antigua amante, en brazos de Mapache, la mata de un disparo, enfureciendo a éste. Pike suaviza la situación y se ofrece a trabajar para Mapache.
Mapache encarga a la banda que robe un cargamento de armas de un tren del ejército estadounidense para que pueda reabastecer a sus tropas y apaciguar al comandante Mohr (Fernando Wagner), su asesor militar alemán, que desea obtener muestras de los armamentos estadounidenses. La recompensa por el robo de las armas será un alijo de monedas de oro.
Ángel cede su parte del oro a Pike a cambio de que se envíe una caja de fusiles y municiones a una banda de rebeldes opuestos a Mapache. El asalto transcurre según lo previsto en términos generales, hasta que la banda de Thornton aparece en el tren que la banda ha robado. La banda los persigue hasta la frontera mexicana, pero se ven frustrados de nuevo cuando los ladrones vuelan un puente de caballetes que cruza el Río Bravo, arrojando a todo la banda de Thornton al río. Los perseguidores se reagrupan temporalmente en un campamento a orillas del río y, a continuación, vuelven a salir en busca del grupo de Pike.

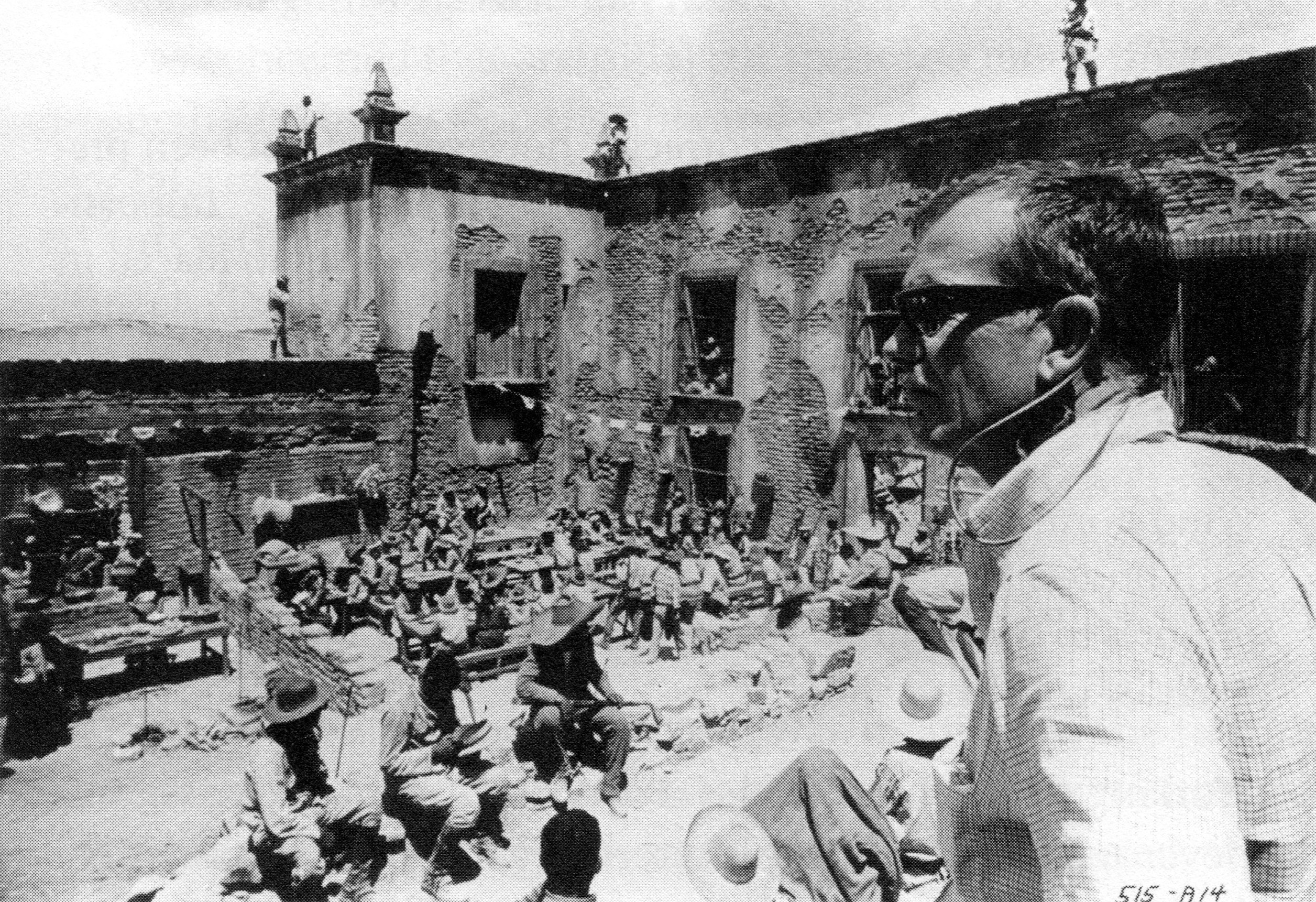
El director Sam Peckinpah preparando la secuencia climática en "Agua Verde", filmada en la Hacienda Ciénaga del Carmen.

Pike y sus hombres, sabiendo que corren el riesgo de ser traicionados por Mapache, idean una forma de llevarle las armas robadas sin que les dé una puñalada por la espalda. Sin embargo, Mapache se entera por la madre de Teresa de que Ángel ha robado un cajón de armas y municiones, y se los revela cuando Ángel y Engstrom entregan las últimas armas. Rodeado por el ejército de Mapache, Ángel intenta escapar desesperadamente, solo para ser capturado y torturado. Mapache deja libre a Engstrom, que se reúne con la banda de Pike y les cuenta lo sucedido.
Sykes es herido por la cuadrilla de Thornton mientras buscaba caballos de repuesto. El resto de la banda de Pike regresa a Agua Verde para refugiarse, donde ha comenzado una alegre celebración por el traspaso de las armas. Ven a Ángel siendo arrastrado por el suelo por una cuerda atada detrás del coche del general, y tras un breve retozo con prostitutas y un periodo de reflexión, Pike y la banda intentan persuadir por la fuerza a Mapache para que libere a Ángel, que para entonces apenas si sigue con vida tras la tortura.
El general parece hacerles caso; sin embargo, ante la mirada de la banda, le corta el cuello a Ángel. Pike y Engstrom matan a Mapache delante de sus hombres.
Por un momento, los federales están tan sorprendidos que no devuelven el fuego, lo que hace que Engstrom se ría sorprendido. Pike apunta tranquilamente a Mohr y lo mata también. Esto da lugar a un violento y sangriento tiroteo —dominado por la ametralladora— en el que mueren Pike y sus hombres, junto con la mayoría de las tropas presentes de Mapache y el otro consejero alemán.
Thornton finalmente los alcanza. Permite que los miembros restantes del grupo se lleven los cuerpos acribillados de los miembros de la banda para cobrar la recompensa, mientras que opta por quedarse atrás, sabiendo lo que le espera a la banda.
Después de un tiempo, Sykes llega con una banda de rebeldes mexicanos vistos anteriormente, que han matado a lo que queda de la banda de Thornton por el camino. Sykes le pide a Thornton que le acompañe y se una a la revolución. Thornton sonríe y se marcha con ellos.

## Reparto
- William Holden como Pike Bishop

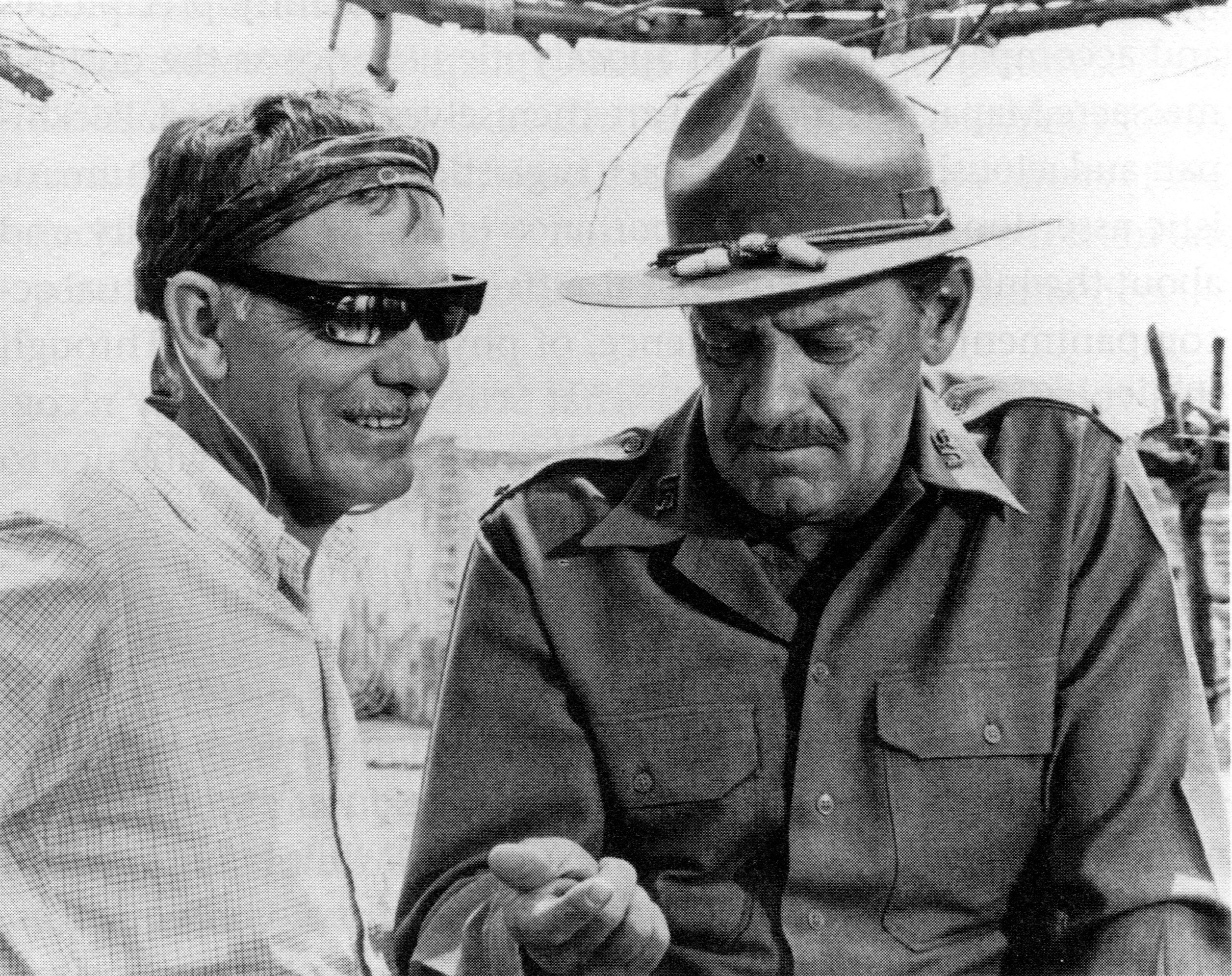
Peckinpah y William Holden en una foto de rodaje.

- Ernest Borgnine como Dutch Engstrom
- Robert Ryan como Deke Thornton
- Edmond O'Brien como Freddie Sykes
- Warren Oates como Lyle Gorch
- Jaime Sánchez como Ángel
- Ben Johnson como Tector Gorch
- Emilio Fernández como General Mapache
- Strother Martin como Coffer
- L. Q. Jones como T.C.
- Albert Dekker como Pat Harrigan
- Bo Hopkins como Clarence "Crazy" Lee
- Jorge Russek como el Mayor Zamorra
- Alfonso Arau como el Teniente Herrera
- Dub Taylor como Wainscoat
- Chano Urueta como Don José
- Elsa Cárdenas como Elsa
- Fernando Wagner como Comandante Mohr
- Paul Harper como Ross
- Bill Hart como Jess
- Rayford Barnes como Buck
- Stephen Ferry como Sargento McHale
- Sonia Amelio como Teresa
- Aurora Clavel como Aurora

## Recepción

### Crítica
Vincent Canby afirma en su crítica que la película es "muy bella y el primer western verdaderamente interesante hecho en Estados Unidos en años. También está tan llena de violencia—de una intensidad que difícilmente puede ser soportada por la trama—que va a provocar que mucha gente que no conoce el efecto real de la violencia en el cine (como yo) escriba condenas automáticas de ella". El autor observó además que "si bien las convencionales y poéticas secuencias de acción de la película son extraordinariamente buenas y sus paisajes bellamente fotografiados... es más interesante en su relato casi alegre del caos, la corrupción y la derrota". En cuanto a los actores, comentó especialmente sobre William Holden: "Después de años de hacer interpretaciones aburridas en películas aburridas, Holden vuelve con gallardía en The Wild Bunch. Se ve mayor y cansado, pero tiene estilo, como hombre y como un personaje de película que persiste en hacer lo que siempre ha hecho, no porque realmente quiera el dinero sino porque simplemente no hay nada más que hacer."
A la revista Time también le gustó la actuación de Holden, describiéndola como la mejor desde Stalag 17 (película de 1953 que le valió a Holden un Óscar), señalando que Robert Ryan hizo "la interpretación en pantalla de su carrera", y concluyendo que "The Wild Bunch tiene fallos y errores" (como flashbacks "introducidos con sorprendente torpeza"), pero "sus logros son más que suficientes para confirmar que Peckinpah, junto con Stanley Kubrick y Arthur Penn, se encuentra entre los mejores de la nueva generación de cineastas estadounidenses".
En una retrospectiva de 2002, Roger Ebert, quien "vio la versión original en el estreno mundial en 1969, durante la época dorada de los viajes pagados, cuando la Warner Bros. proyectó cinco de sus nuevas películas en las Bahamas para 450 críticos y periodistas", afirmó que entonces había declarado públicamente que la película era una obra maestra durante la conferencia de prensa del viaje pagado, motivado por los comentarios de "un periodista del Reader's Digest [que] se levantó para preguntar "¿Por qué se hizo esta película?"". Comparó la película con Pulp Fiction: "alabada y condenada con igual vehemencia".
"Lo que Citizen Kane fue para los amantes del cine en 1941, The Wild Bunch lo fue para los cinéfilos en 1969", escribió el crítico de cine Michael Sragow, quien añadió que Peckinpah había "producido una película estadounidense que iguala o supera lo mejor de Kurosawa: el Gotterdammerung de los wésterns".
En la actualidad, la película cuenta con una valoración del 90% en Rotten Tomatoes, con una puntuación media de 8,8/10 basada en las opiniones de 63 críticos, cuyo consenso es: "The Wild Bunch es la impactante y violenta balada de Sam Peckinpah a un mundo antiguo y a un género moribundo".
The Wild Bunch fue citada como la película favorita del director de fotografía Roger Deakins.

### Taquilla
La película se estrenó el 18 de junio de 1969 en el teatro Pix de Los Ángeles y recaudó $39.200 dólares en su primera semana. Producida con un presupuesto de $6 millones de dólares, la película recaudó $10,5 millones de dólares en la taquilla estadounidense en 1970 y otros 638.641 dólares en su estreno restaurado en 1995, haciendo un total de 11.138.641 dólares. Fue la 17.ª película más taquillera de 1969.

## Premios y nominaciones

### Óscar 1969
| Categoría                           | Nominado                                 | Resultado  |
| ----------------------------------- | ---------------------------------------- | ---------- |
| Óscar al mejor guion original       | Walon Green, Roy Sickner y Sam Peckinpah | Candidatos |
| Óscar a mejor banda sonora original | Jerry Fielding                           | Candidato  |